# Billie the Vision and the Dancers
Billie the vision and the dancers es un grupo sueco generalmente encuadrado en el estilo indie rock que logró relativa popularidad en España cuando la cerveza catalana Estrella Damm hizo un videoclip publicitario con ellos interpretado su tema Summercat para su campaña de verano de 2009, por el estilo alegre del tema. Formado en 2004 y asentado en Malmö, ha publicado un total de cinco álbumes de estudio y un recopilatorio que distribuye gratuitamente a través de su sitio web en formato .mp3, además de publicarlos en formato CD.

## Discografía
- 2004. I Was So Unpopular In School And Now They're Giving Me This Beautiful Bicycle
- 2005. The World According To Pablo
- 2007. Where The Ocean Meets My Hand
- 2008. I Used to Wander These Streets
- 2010. From Burning Hell To Smile And Laughter
- 2012. While you were sleep
- 2017. What's the Matter with You Boy?